# Technologiepark

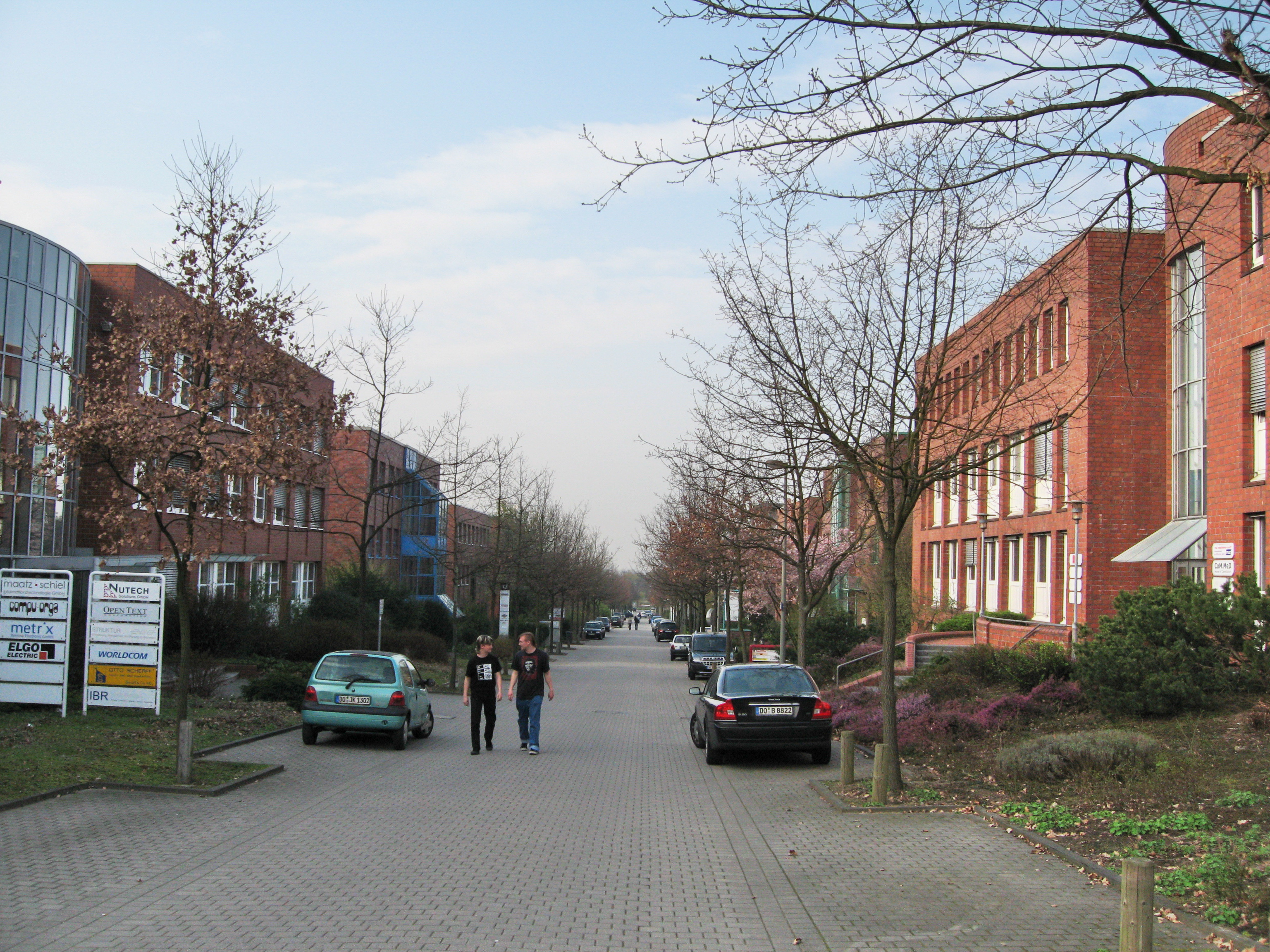
Blick in eine Seitenstraße des Technologieparks Dortmund

Ein Technologiepark oder Technopark ist ein Gewerbepark, an dem ausgewählten Jungunternehmen aus dem Technologiesektor eine gemeinsame Infrastruktur zur Verfügung gestellt wird.

## Technologiezentrum
Der Kern eines solchen Technologieparks ist meist ein Technologiezentrum (Gründerzentrum). Das ist ein Gebäudekomplex, in dem viele junge Unternehmen zusammenarbeiten. Sie alle gehören zukunftsorientierten Branchen, wie z. B. der Mikroelektronik, der Informatik, der Nachrichtentechnik oder der Computertechnologie an. Diese ergänzen sich gut. Daneben existieren Technologieparks, die sich auf erneuerbare Energien spezialisiert haben. Häufig erhalten die Unternehmen auch kaufmännische oder finanzielle Unterstützung, die die Risiken bei der Startphase eines Unternehmens verkleinern.

## Technologiepark
Wenn ein Unternehmen sich dann auf dem Markt durchgesetzt hat, kann es sich aus dem Technologiepark aussiedeln. Typische Erkennungsmerkmale eines Technologieparks sind:
- einheitliche Bauweise
- eine festgelegte Mindestbebauung der Grundstücke
- viele Grünflächen
- sehr gute Verkehrsanbindung
- Nähe zu Ausbildungsstätten (z. B. Hochschulen)
- Synergieeffekte für beteiligte Unternehmen

Die Unternehmen profitieren von den Vorteilen der Standortfaktoren. Fachkräfte sind schnell verfügbar und innerhalb des Technologieparks können viele Kooperationen zwischen den Firmen hergestellt werden. Das ist möglich, da die Unternehmen eines Parks meistens innerhalb des gleichen Technologiezweigs tätig sind und die Wege zwischen den Firmensitzen äußerst gering sind. Große Unternehmen, wie beispielsweise die Siemens AG, betreiben sogar eigene Technoparks, um von Kooperationen mit aufstrebenden Firmen zu profitieren.

## Wichtige Technologieparks

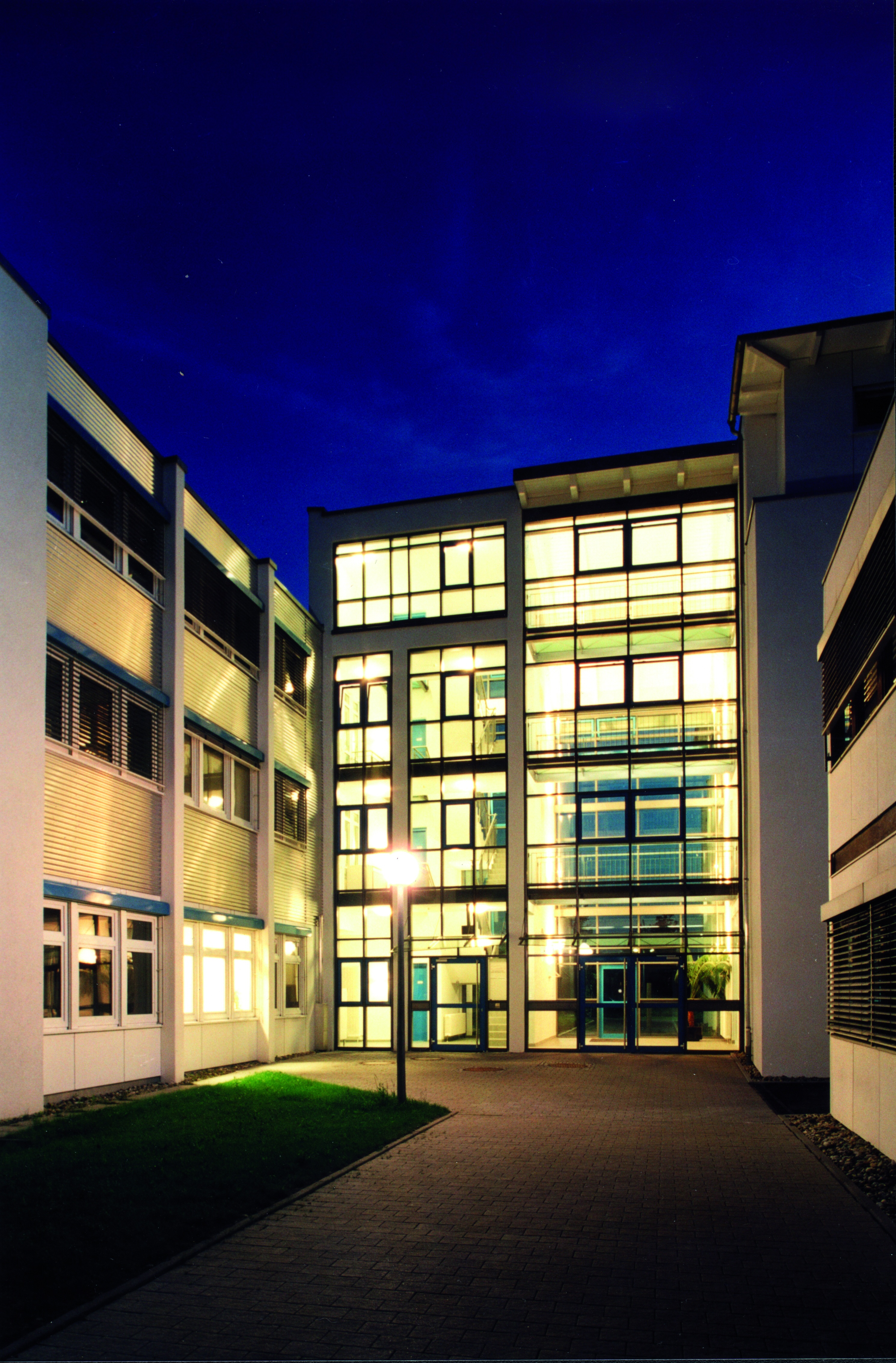
Softwarezentrum Böblingen/Sindelfingen mit 110 IT-Unternehmen

### In Deutschland

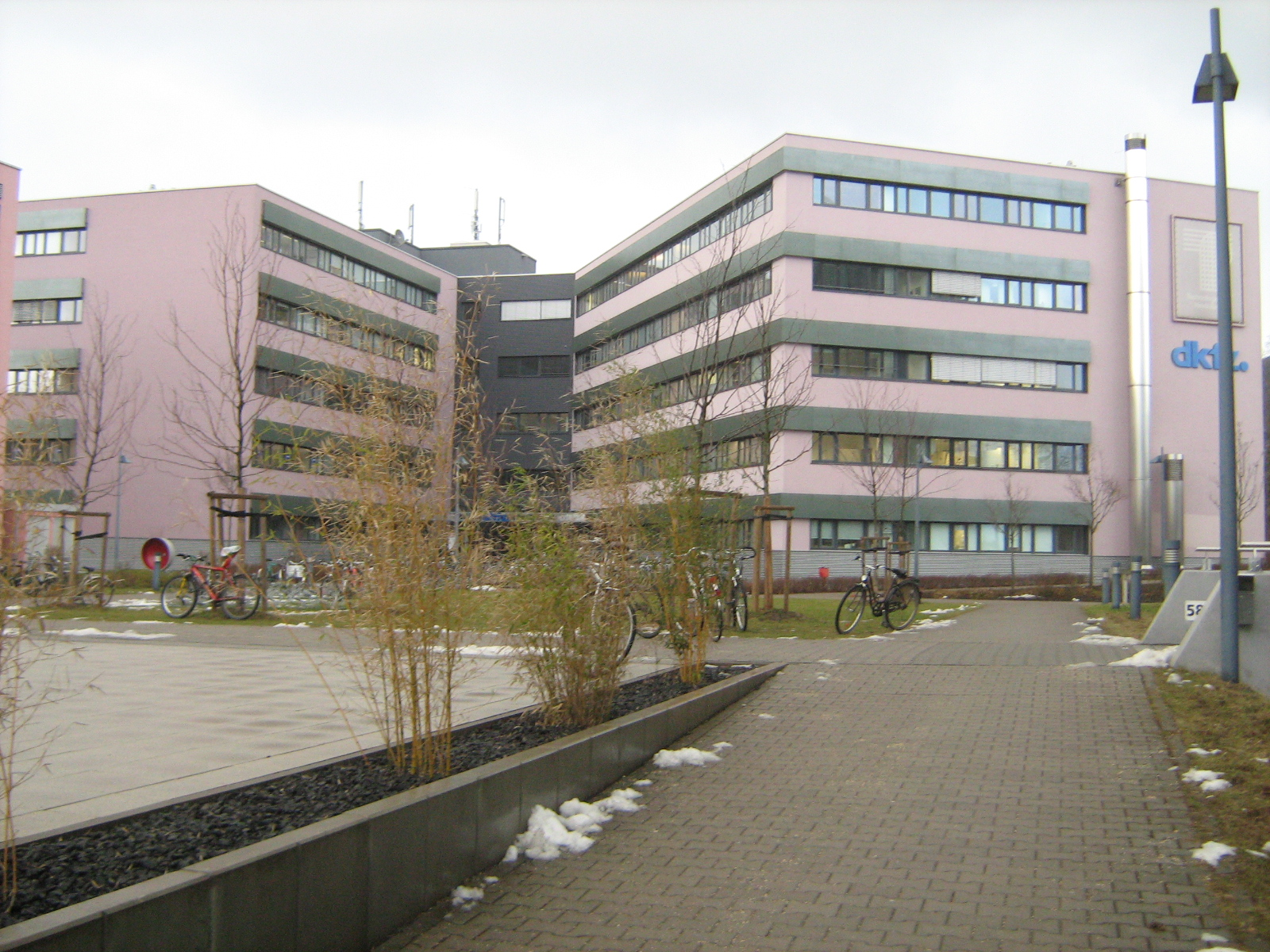
Technologiepark Heidelberg

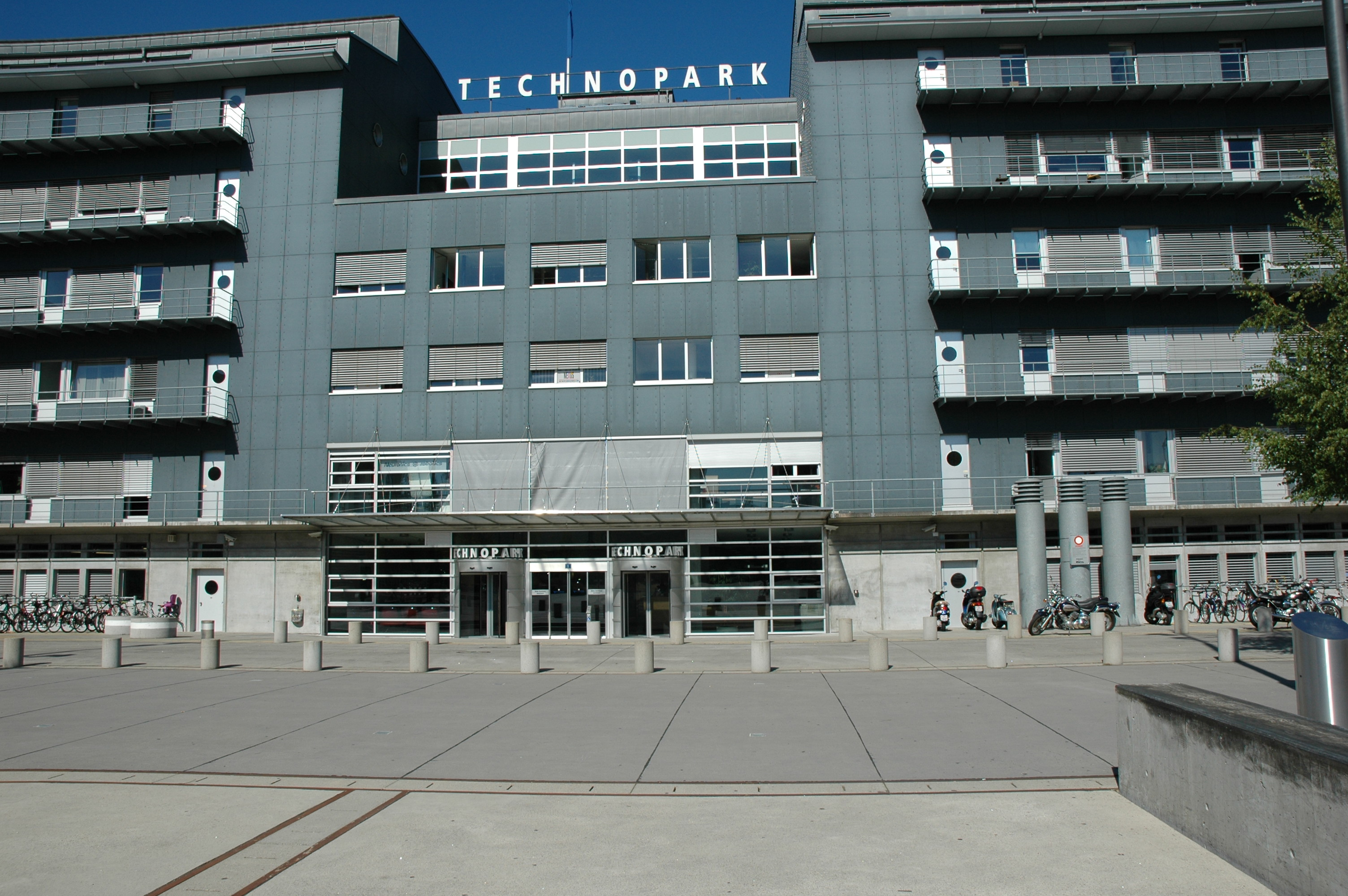
Der Technopark in Zürich-West

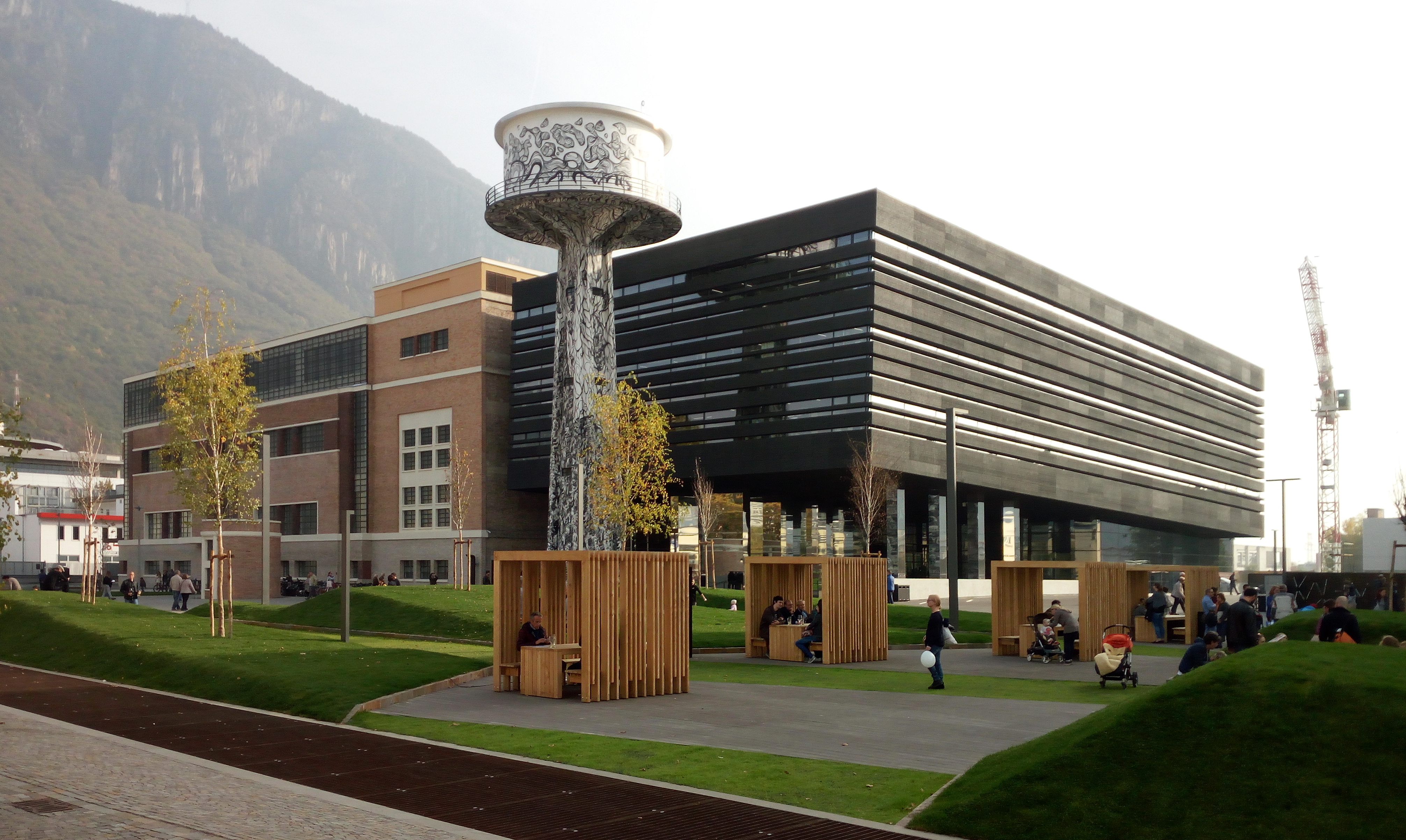
NOI Technopark Südtirol in Bozen

- Softwarezentrum Böblingen/Sindelfingen
- Augsburg Innovationspark
- TechnologiePark Bergisch Gladbach
- Technologiepark Braunschweig
- Technologiepark Bremen
- Technologiepark Duisburg
- Technologiepark Dortmund
- Freiburger Innovationszentrum (FRIZ)
- Technologie- und Gründerzentrum Freital
- BioTechnikum Greifswald
- Weinberg Campus in Halle (Saale)
- Hit-Technopark Hamburg
- Innovation Campus Lemgo
- Technologiepark Hannover (Expo Park Hannover)
- Technologiepark Heidelberg
- Technologie Park Herzogenrath (TPH)
- Technologiepark Hörste bei Bielefeld
- Technologiepark Karlsruhe (TPK)
- Technikzentrum Lübeck
- TechnologiePark Mitteldeutschland
- Technologiepark Münster

- Technologie- und Gründerzentrum Oldenburg (TGO)
- Technologiepark Ostbrandenburg in Frankfurt (Oder)
- Technologiepark Paderborn
- Technologiepark Rimpar bei Würzburg
- Technologie- und Innovationspark VS (TIP-VS)
- Technologie- und Gewerbezentrum Schwerin/Wismar
- Technologiepark Tübingen-Reutlingen (TTR)
- Technologiezentrum Vorpommern (Greifswald und Stralsund)
- Technologiepark Warnemünde (TPW)
- Wissenschafts- und Technologiepark Berlin-Adlershof
- Technologiepark Berlin
- Stuttgarter Engineering Park (STEP)
- Die Siemens AG betreibt mehrere Technologieparks u. a. in Augsburg, Bruchsal, Dresden, Hanau, Karlsruhe und Mülheim an der Ruhr.

### In der Schweiz
- Bio-Technopark Schlieren-Zürich
- Technopark Aargau
- Technologiepark Basel
- Technopark Luzern
- Tecnopolo Lugano
- Technopark Winterthur
- Technopark Zürich

### International
- Dubai Techno Park
- Technopark Kerala
- Technopark Moskworetschje, Moskau
- NOI Techpark Südtirol/Alto Adige, Bozen, Italien
- AREA Science Park, Triest, Italien

## Bildung
Technologieparks sind häufig mit einer Technischen Universität assoziiert, welche gut ausgebildete Arbeitskräfte und Jungunternehmer hervorbringt. Diese arbeiten später in den Jungunternehmen.

## Industrielle Produktion
Unternehmen sollen sich im Technologiepark auf die Entwicklung und Produktion in kleinen Stückzahlen beschränken; die Massenproduktion sollte dagegen möglichst in normalen Gewerbegebieten stattfinden.